# Ciencia basura
La ciencia basura son datos, investigaciones o análisis científicos espurios o fraudulentos . El concepto se invoca a menudo en contextos políticos y legales donde los hechos y los resultados científicos tienen un gran peso a la hora de tomar una determinación. Por lo general, transmite una connotación peyorativa de que la investigación ha sido orientada de manera desfavorable por motivos políticos, ideológicos, financieros o de otro tipo no científicos.
El concepto se popularizó en la década de 1990 en relación con el testimonio pericial en litigios civiles . Más recientemente, el concepto ha sido invocado para criticar la investigación sobre los efectos para el medio ambiente o la salud pública de las actividades corporativas y, ocasionalmente, en respuesta a dichas críticas. El autor Dan Agin en su libro Junk Science criticó duramente a quienes niegan la premisa básica del calentamiento global, 
La ciencia basura ha sido criticada por socavar la confianza del público en la ciencia real.  : 110–111 No es lo mismo ciencia basura que pseudociencia .  

## Definición
La ciencia basura se ha definido como:
- "La ciencia que se hace para establecer una noción preconcebida, no para probar la noción, que es lo que la ciencia adecuada intenta hacer, sino para establecerla independientemente de si resiste o no una prueba real". [4]
- "opinión que se presenta como evidencia empírica, o mediante evidencia de garantía cuestionable, basada en una metodología científica inadecuada". [5]
- "investigación metodológicamente descuidada realizada para promover alguna agenda extracientífica o prevalecer en un litigio". [3]

## Motivaciones
La ciencia basura ocurre por diferentes razones: investigadores que creen que sus ideas son correctas antes de un análisis adecuado (una especie de autoengaño científico), investigadores sesgados con sus diseños de estudio y/o una "simple y vieja falta de ética".  Estar demasiado apegado a las propias ideas puede hacer que la investigación se desvíe de la ciencia basura ordinaria (por ejemplo, diseñar un experimento que se espera que produzca los resultados deseados) hacia el fraude científico (por ejemplo, mentir sobre los resultados) y la pseudociencia (por ejemplo, afirmar que los resultados desfavorables en realidad demostraron que la idea era correcta). 
La ciencia basura puede ocurrir cuando el perpetrador tiene algo que ganar al llegar a la conclusión deseada. A menudo puede ocurrir en el testimonio de peritos en procedimientos judiciales, y especialmente en la publicidad interesada de productos y servicios.  Estas situaciones pueden alentar a los investigadores a hacer afirmaciones radicales o exageradas basadas en evidencia limitada. 

## Historia
La frase ciencia basura parece haber estado en uso antes de 1985. Un informe del Departamento de Justicia de los Estados Unidos de 1985 elaborado por el Grupo de Trabajo sobre Políticas de Daños señaló: 
El uso de evidencia científica inválida (comúnmente denominada "ciencia basura") ha resultado en hallazgos de causalidad que simplemente no pueden justificarse o entenderse desde el punto de vista del estado actual del conocimiento científico o médico creíble.
En 1989, el científico del clima Jerry Mahlman (Director del Laboratorio de Dinámica de Fluidos Geofísicos ) caracterizó la teoría de que el calentamiento global se debía a la variación solar (presentada en Scientific Perspectives on the Greenhouse Problem por Frederick Seitz et al.) como "ciencia basura ruidosa". " Peter W. Huber popularizó el término con respecto a los litigios en su libro de 1991 Galileo's Revenge: Junk Science in the Courtroom. El libro ha sido citado en más de 100 libros de texto y referencias legales; como consecuencia, algunas fuentes citan a Huber como el primero en acuñar el término. En 1997, el término había entrado en el léxico legal, como se ve en una opinión del juez de la Corte Suprema de los Estados Unidos, John Paul Stevens : 
Un ejemplo de "ciencia basura" que debería excluirse según el estándar de Daubert por ser demasiado poco fiable sería el testimonio de un frenólogo que pretendía demostrar la peligrosidad futura de un acusado basándose en los contornos de su cráneo.
Posteriormente, los tribunales inferiores han establecido pautas para identificar la ciencia basura, como la opinión de 2005 del Tribunal de Apelaciones de los Estados Unidos para el Juez del Séptimo Circuito Frank H. Easterbrook : 
Los informes positivos sobre el tratamiento magnético del agua no son replicables; esto, más la falta de una explicación física para cualquier efecto, son características distintivas de la ciencia basura. 
Como sugiere el subtítulo del libro de Huber, Junk Science in the Courtroom, su énfasis estaba en el uso o mal uso del testimonio de expertos en litigios civiles. Un ejemplo destacado citado en el libro fue el litigio sobre el contacto casual en la propagación del SIDA . Un distrito escolar de California intentó impedir que un niño con SIDA, Ryan Thomas, asistiera a un jardín de infantes . El distrito escolar presentó un testigo experto, Steven Armentrout, quien testificó que existía la posibilidad de que el SIDA pudiera transmitirse a los compañeros de escuela a través de "vectores" aún no descubiertos. Sin embargo, cinco expertos testificaron en nombre de Thomas que el SIDA no se transmite por contacto casual, y el tribunal afirmó la "ciencia sólida" (como la llamó Huber) y rechazó el argumento de Armentrout. En 1999, Paul Ehrlich y otros abogaron por políticas públicas para mejorar la difusión del conocimiento científico ambiental válido y desalentar la ciencia basura: 
Los informes del Panel Intergubernamental sobre Cambio Climático ofrecen un antídoto a la ciencia basura al articular el consenso actual sobre las perspectivas del cambio climático, al delinear el alcance de las incertidumbres y al describir los beneficios y costos potenciales de las políticas para abordar el cambio climático .
En un estudio de 2003 sobre los cambios en el activismo ambiental en relación con el ecosistema de la Corona del Continente, Pedynowski señaló que la ciencia basura puede socavar la credibilidad de la ciencia en una escala mucho más amplia porque la tergiversación por parte de intereses particulares arroja dudas sobre afirmaciones más defendibles y socava la credibilidad de la investigación. 

En su libro de 2006 Ciencia basura,  Dan Agin enfatizó dos causas principales de la ciencia basura: el fraude y la ignorancia . En el primer caso, Agin discutió resultados falsificados en el desarrollo de transistores orgánicos: 
En lo que respecta a la comprensión de la ciencia basura, lo importante es que tanto los Laboratorios Bell como la comunidad física internacional fueron engañados hasta que alguien notó que los registros de ruido publicados por Jan Hendrik Schön en varios artículos eran idénticos, lo que significa físicamente imposible.
En el segundo caso, cita un ejemplo que demuestra la ignorancia de los principios estadísticos en la prensa no especializada: 
Como no es posible tal prueba [de que los alimentos genéticamente modificados son inofensivos], el artículo del New York Times apuntó a generar una "mala reputación" contra el Departamento de Agricultura de Estados Unidos: una mala reputación basada en la creencia de la ciencia basura de que es posible probar una hipótesis nula.

## Mal uso en las relaciones públicas
John Stauber y Sheldon Rampton de PR Watch dicen que se ha llegado a invocar el concepto de ciencia basura en un intento de descartar hallazgos científicos que obstaculizan las ganancias corporativas a corto plazo. En su libro Confíe en nosotros, somos expertos (2001), escriben que las industrias han lanzado campañas multimillonarias para posicionar ciertas teorías como ciencia basura en la mente popular, a menudo sin emplear el método científico . Por ejemplo, la industria tabacalera ha descrito las investigaciones que demuestran los efectos nocivos del tabaquismo y del humo de tabaco ajeno como ciencia basura, a través de campañas de astroturf .
Las teorías más favorables a las actividades corporativas se describen con palabras como "ciencia sólida". Ejemplos anteriores en los que se utilizó "ciencia sólida" incluyen la investigación sobre la toxicidad de Alar, que fue fuertemente criticada por los defensores de la antirregulación, y la investigación de Herbert Needleman sobre el envenenamiento por plomo en dosis bajas. Needleman fue acusado de fraude y atacado personalmente. 
El comentarista de Fox News, Steven Milloy, a menudo denigra las investigaciones científicas creíbles sobre temas como el calentamiento global, el agotamiento de la capa de ozono y el tabaquismo pasivo como "ciencia basura". La credibilidad del sitio web junkscience.com de Milloy fue cuestionada por Paul D. Thacker, escritor de The New Republic, a raíz de la evidencia de que Milloy había recibido financiación de Philip Morris, RJR Tobacco y Exxon Mobil .    Thacker también señaló que Milloy recibía casi 100.000 dólares al año en honorarios de consultoría de Philip Morris, mientras criticaba la evidencia sobre los peligros del humo de segunda mano como ciencia basura. Tras la publicación de este artículo, el Instituto Cato, que había alojado el sitio junkscience.com, cesó su asociación con el sitio y eliminó a Milloy de su lista de académicos adjuntos.
Documentos de la industria tabacalera revelan que los ejecutivos de Philip Morris concibieron el "Proyecto Whitecoat" en la década de 1980 como respuesta a los datos científicos emergentes sobre la nocividad del humo de segunda mano.  El objetivo del Proyecto Whitecoat, tal como lo concibieron Philip Morris y otras empresas tabacaleras, era utilizar "consultores científicos" aparentemente independientes para sembrar dudas en la mente del público sobre los datos científicos invocando conceptos como ciencia basura. Según el epidemiólogo David Michaels, subsecretario de Energía para Medio Ambiente, Seguridad y Salud en la administración Clinton, la industria tabacalera inventó el movimiento de "ciencia sólida" en la década de 1980 como parte de su campaña contra la regulación del humo de segunda mano.
David Michaels ha argumentado que, desde el fallo de la Corte Suprema de Estados Unidos en Daubert v. Merrell Dow Pharmaceuticals, Inc., los jueces legos se han convertido en "guardianes" del testimonio científico y, como resultado, los acusados corporativos están "cada vez más envalentonados" para acusar a sus adversarios de practicar ciencia basura. 

## Casos notables
El psicólogo estadounidense Paul Cameron ha sido designado por el Southern Poverty Law Center (SPLC) como un extremista anti-gay y un proveedor de "ciencia basura".  La investigación de Cameron ha sido duramente criticada por métodos no científicos y distorsiones que intentan vincular la homosexualidad con la pedofilia.  En un caso, Cameron afirmó que las lesbianas tienen 300 veces más probabilidades de sufrir accidentes automovilísticos.  El SPLC afirma que su trabajo ha sido citado continuamente en algunos sectores de los medios a pesar de estar desacreditado.  Cameron fue expulsado de la Asociación Estadounidense de Psicología en 1983.

## Combatiendo la ciencia basura
En 1995, la Union of Concerned Scientists (UCS; "Unión de Científicos Conscientes") lanzó la Iniciativa de Ciencia Sonora, una red nacional de científicos comprometidos a desacreditar la ciencia basura a través de la divulgación en los medios, el cabildeo y el desarrollo de estrategias conjuntas para participar en reuniones municipales o audiencias públicas.  En su boletín sobre Ciencia y Tecnología en el Congreso, la Asociación Estadounidense para el Avance de la Ciencia también reconoció la necesidad de una mayor comprensión entre científicos y legisladores: "Aunque la mayoría de las personas estarían de acuerdo en que la ciencia sólida es preferible a la ciencia basura, menos reconocen lo que hace que un estudio científico sea "bueno" o "malo".  La Asociación Dietética Americana, criticando las afirmaciones de marketing hechas para productos alimenticios, ha creado una lista de "Diez señales de alerta de la ciencia basura".

## Otras lecturas (en inglés)
- Agin, Dan (2006). Junk Science – How Politicians, Corporations, and Other Hucksters Betray Us. St. Martin's Griffin. ISBN 978-0312374808.
- Huber, Peter W. (1993). Galileo's Revenge: Junk Science in the Courtroom. Basic Books. ISBN 978-0465026241.
- Mooney, Chris (2005). The Republican War on Science. Basic Books. ISBN 978-0465046751.
- Kiss Sarnoff, Susan (2001). Sanctified Snake Oil: The Effect of Junk Science on Public Policy. Bloomsbury Academic. ISBN 978-0275968458.

- Datos: Q1373356